# Шамотульский замок
Шамотульский замок (пол. Zamek w Szamotułach) — замок, расположенный в городе Шамотулы Великопольского воеводства в Польше. В башне замка Лукаш Гурка силой удерживал жену Гальшку Острожскую, которая происходила из древнего западнорусского княжеского рода Острожских. Замковый комплекс состоит из перестроенного замка с башней Гальшки и вспомогательных построек (хозяйственные постройки, фазанарня), расположенными в историческом парке. Сохранились фундаменты готических башен начала XVI века. С 1551 года в замке действовала первая в Великой Польше типография, издававшая книги на польском и чешском языках.

## История

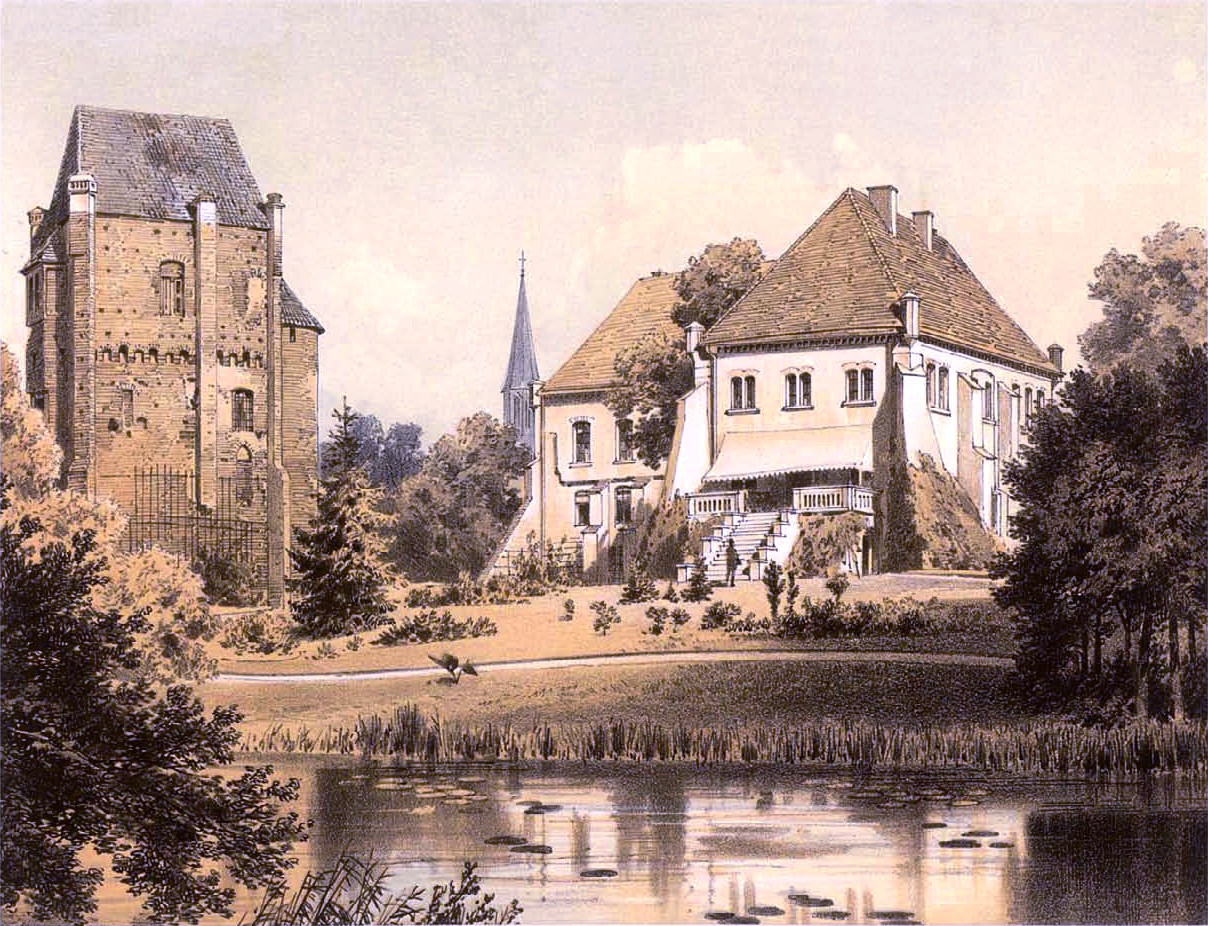
Шамотульский замок между 1857 и 1883 годами. Из коллекции Александра Дункера

Первый замок в Шамотулах во второй половине XIV века построил, вероятно, накельский каштелян Сендзивой Швидва. Он находился в южной части города и имел форму регулярного четырёхстороннего объекта с замковым домом вдоль одной из куртин. Этот замок был разобран в 1675 году, а на его месте построен костёл Святого Креста и монастырь. От замка сохранились фрагменты каменной плиты, встроенные в прикостельную браму.
Род Шамотульских, правивший в Шамотулах, состоял из двух ветвей. Представитель другой ветви, Доброгост Швидва-Шамотульский решил построить свой замок в северной части города, в готическом стиле. Он состоял из жилого дома, башен и одной уединённой башни и был окружён рвом и стенами. В 1511 году после брака с Катажиной Шамотульской владельцем замка стал Лукаш Гурка II. В 1518 году он перестроил замок в ренессансном стиле, и приспособил башню, которую в наше время называют башней Гальшки, для жилых целей. Очередная модернизация была осуществлена в 1552 году, когда владельцем замка был последующий воевода, Лукаш III Гурка. После его смерти замок стал собственностью благородных семей и постепенно разрушался. В 1720 году была отремонтирована жилая часть.
В XIX веке замок был собственностью будущего прусского короля Фридриха-Вильгельма IV и князей Саксен-Кобург-Гота. В 1869 году был проведён капитальный ремонт замка, во время которого была убрана часть оригинальных элементов. Реконструкция в историческом виде и с использованием сохранившихся готических фрагментов на основе детальных исследований была проведена в 1976—1990 годах. Дом стал резиденцией музея, в котором представлены исторические интерьеры, региональные археологические и этнографические коллекции и история рода Гурков. Ранее музей располагался только в башне.

## Описание замка
Центральную часть комплекса занимает отстроенный замок, который построен в плане латинской буквы L. В историческом парке, который его окружает, сохранились фрагменты рва и оборонительных валов. На западной стороне находится официна XVIII века, а вблизи пруда — Башня Гальшки. На противоположной стороне находится фазанерия XIX века, воссозданная в 1990 году, а также фундаменты башен XVI века.

## Башня Гальшки
Одна из сохранившихся башен известна как башня Гальшки. Она получила своё название в честь Гальшки Эльжбеты Острожской, представительницы древнего западнорусского княжеского рода, которая была известна своей красотой и богатством. Гальшка не соглашалась на брак по договорённости с Лукашем III Гуркой, но её насильно привезли в Шамотулы и около 14 лет держали узницей в башне, которая была соединена подземным переходом с костёлом. В то время её называли «чёрной княгиней» из-за траурной одежды, которую она носила. После смерти Лукаша Гурки в 1573 году Гальшка получила свободу. По легенде дух Гальшки возвращается к башне по сей день.

## Галерея

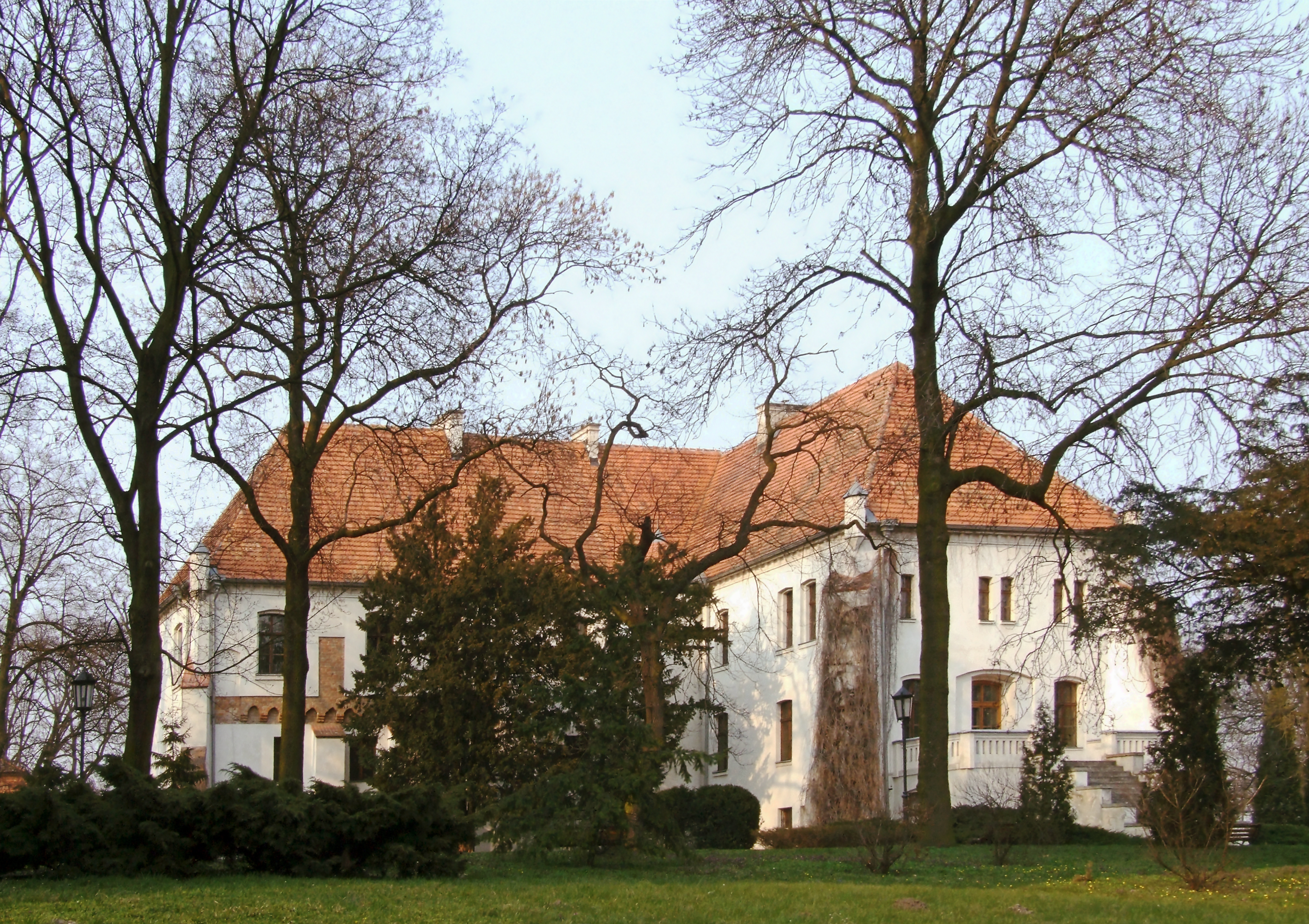
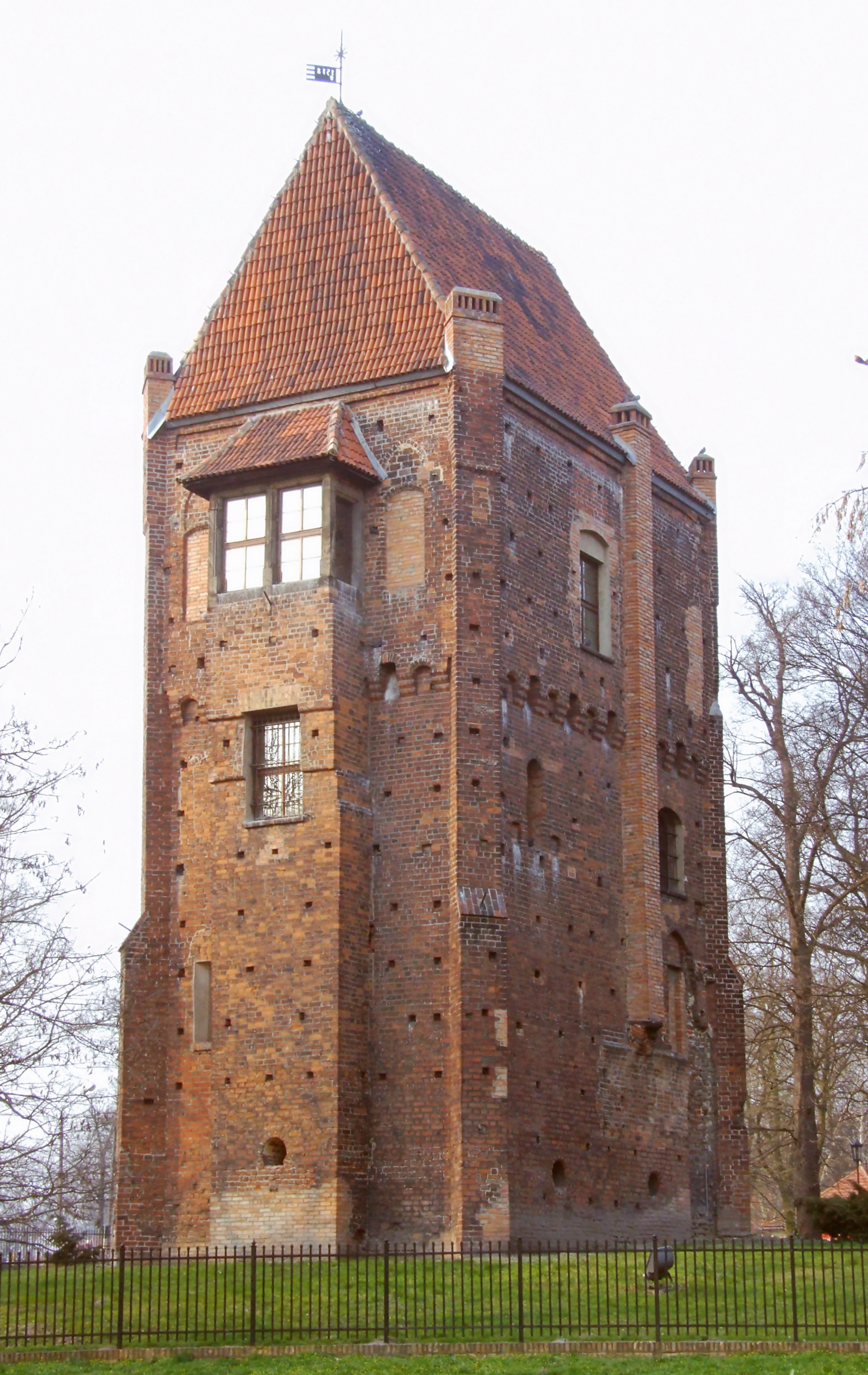
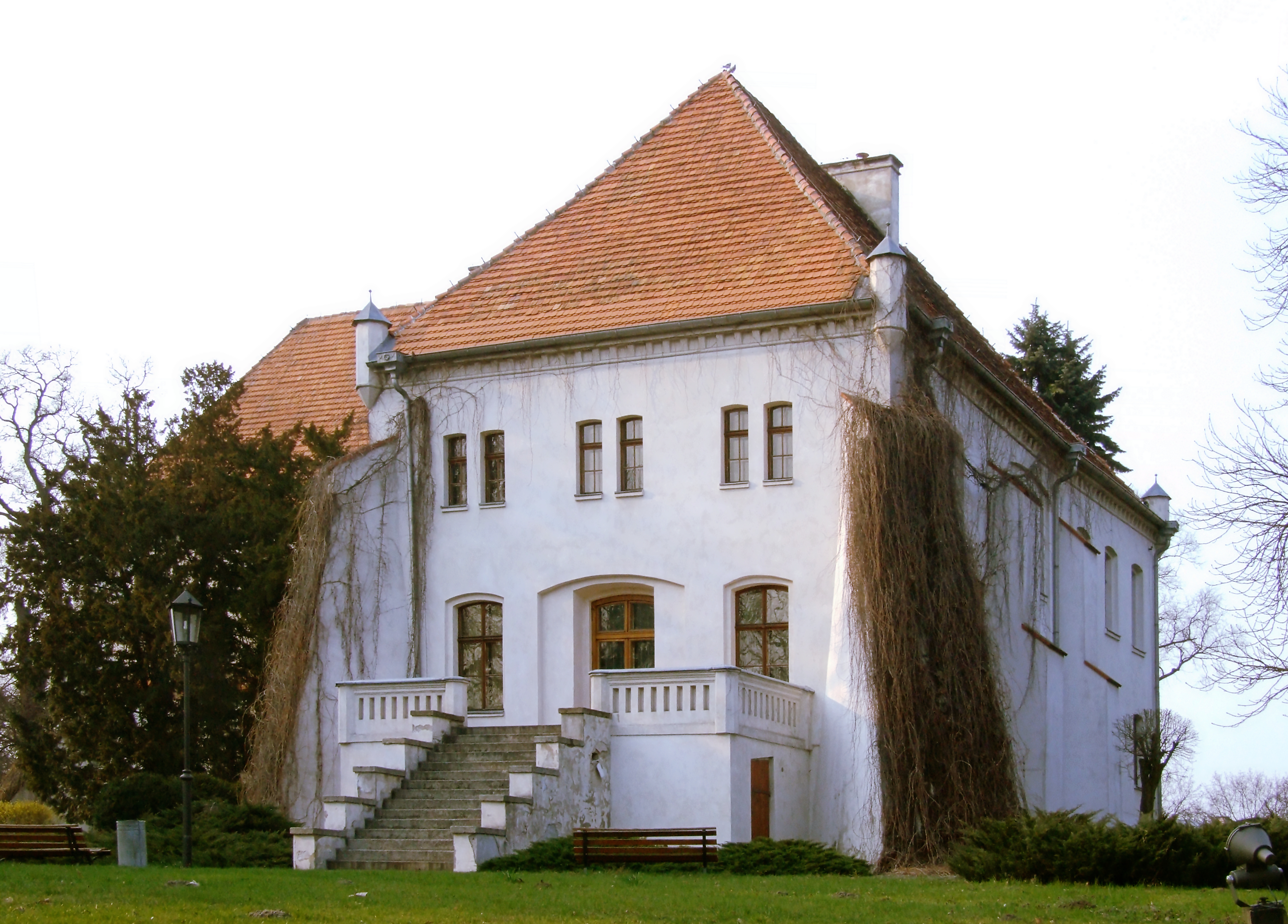
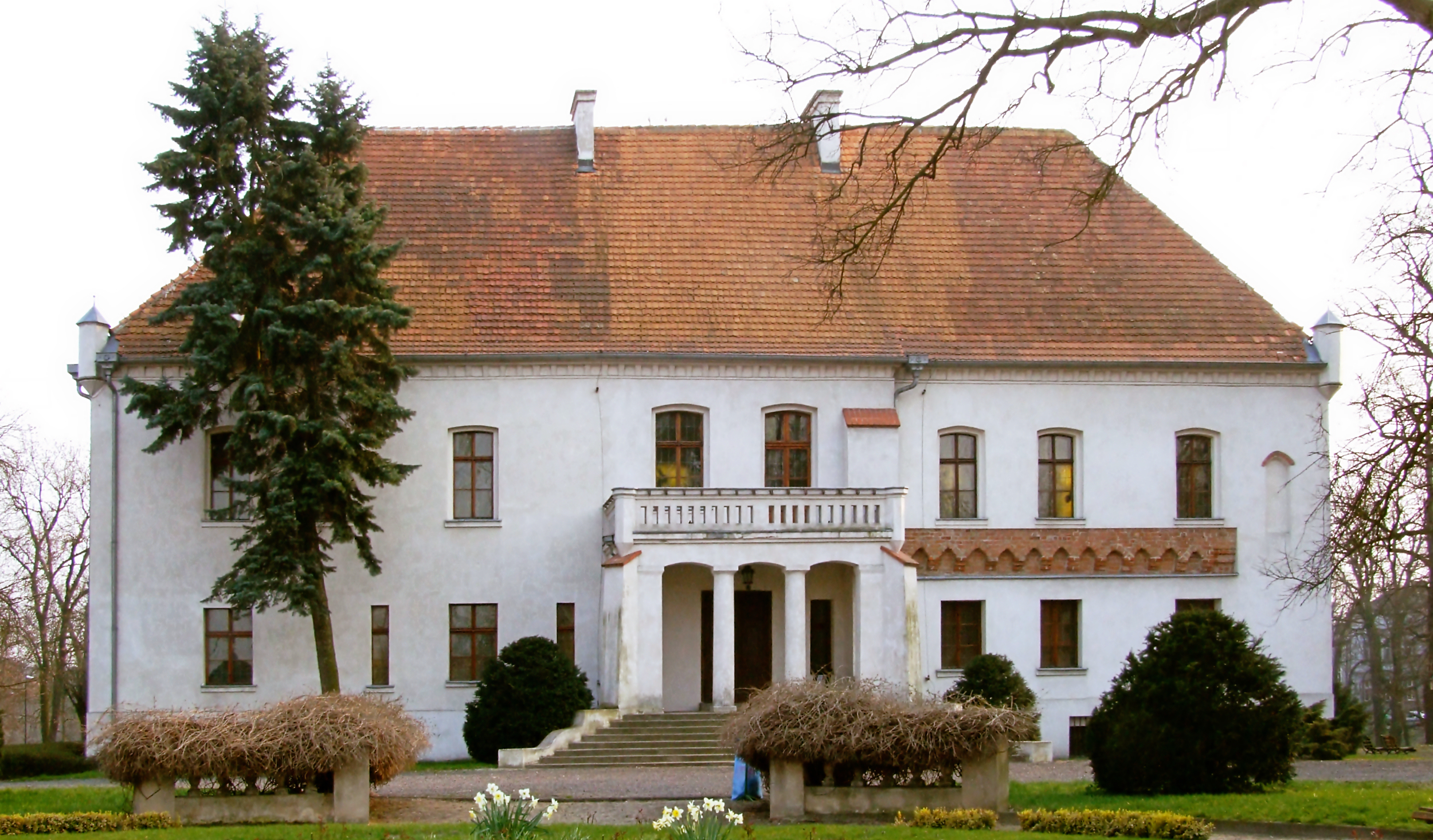
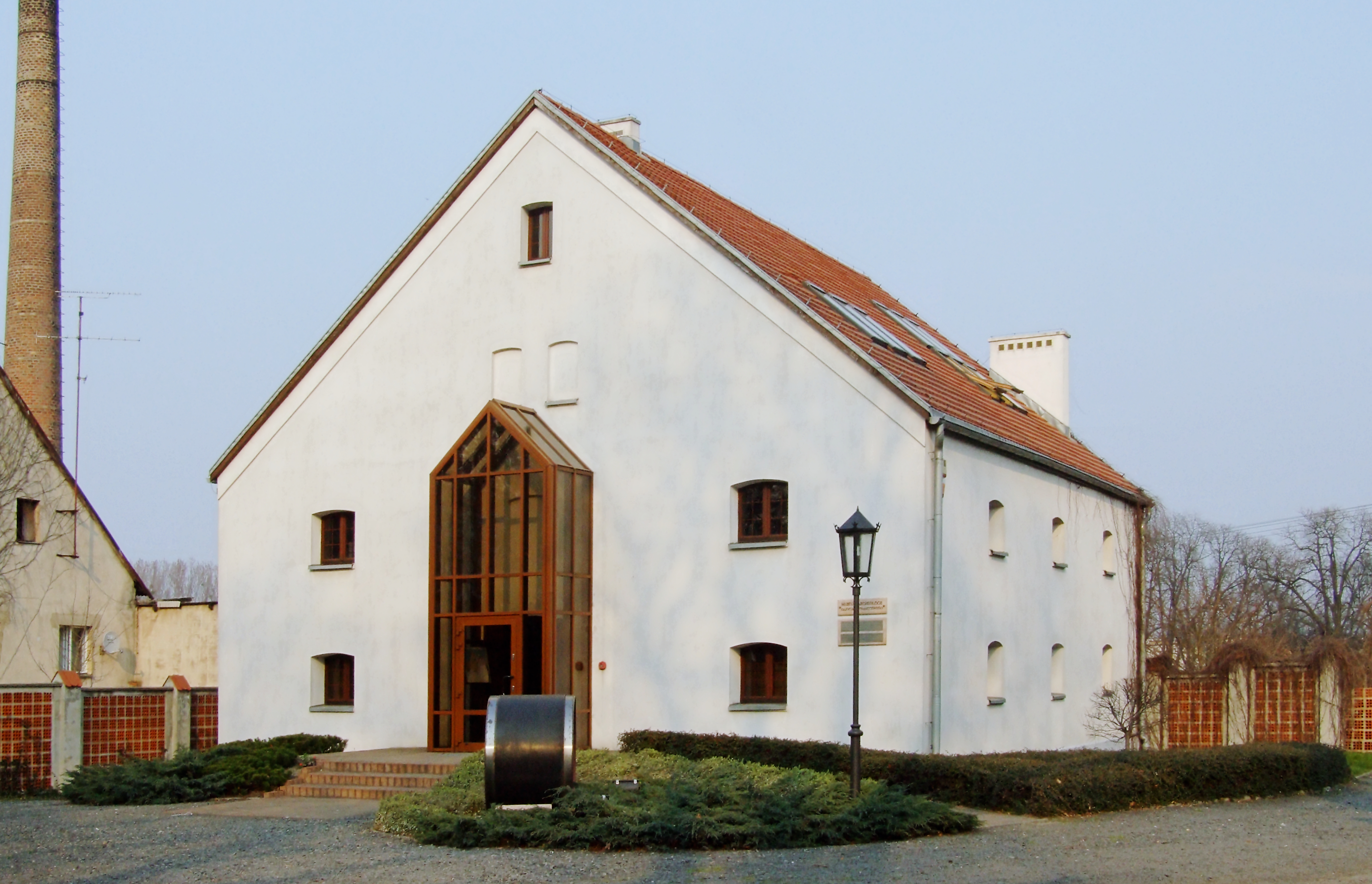
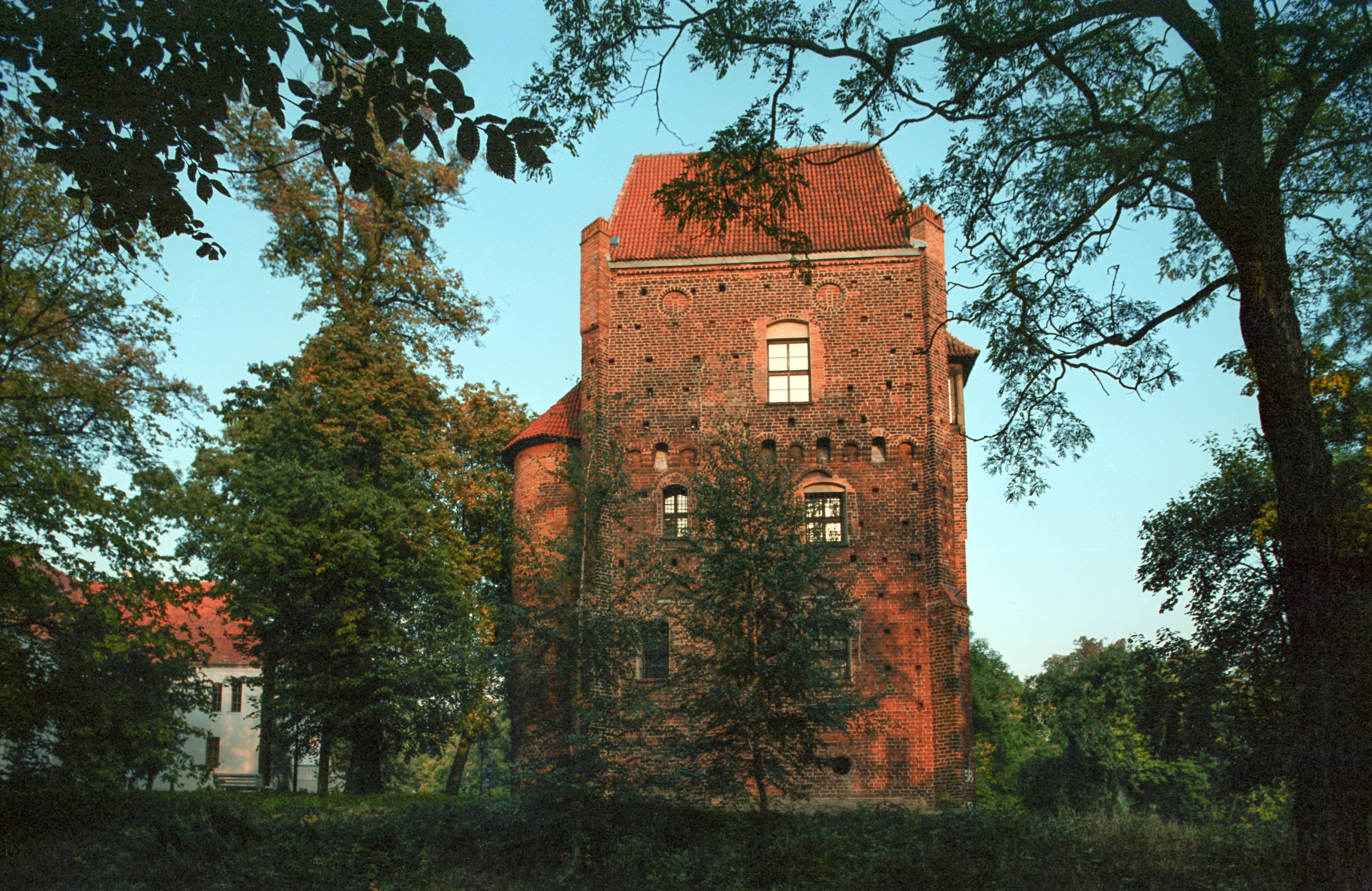